# Pátzcuaro (miasto)
Pátzcuaroⓘ – miasto w meksykańskim stanie Michoacán, położone na wysokości 2170 m n.p.m. nad jeziorem o tej samej nazwie. Słynie z tradycyjnego indiańskiego rękodzieła. W 2005 r. miasto liczyło 49 tys. mieszkańców.

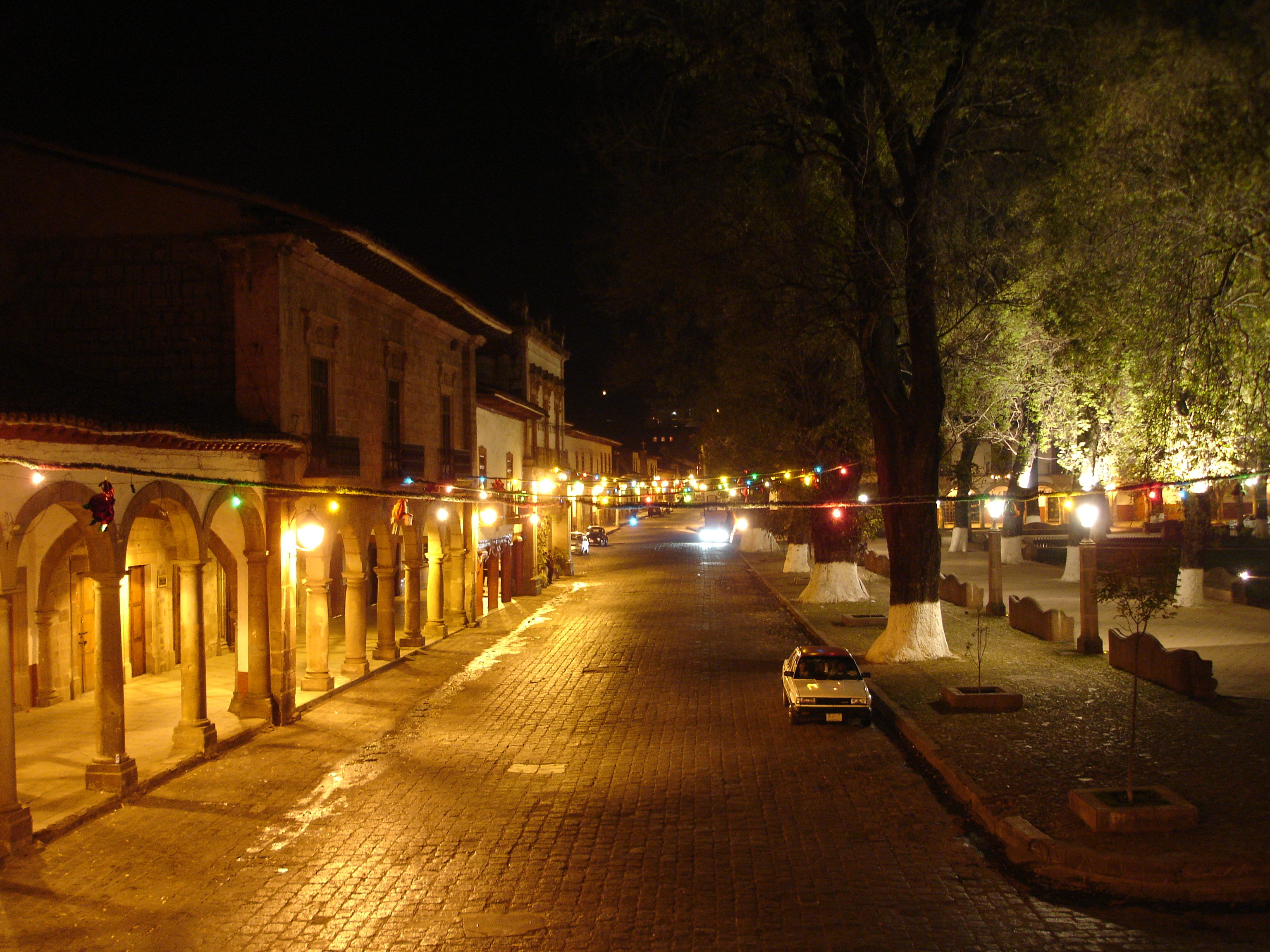
Pátzcuaro nocą

W mieście rozwinął się przemysł spożywczy oraz drzewny.

## Historia
Od roku 1200 do 1521 Pátzcuaro było stolicą państwa Purepecha, które nigdy nie zostało podbite przez Azteków. W obliczu upadku potęgi Azteków w czasie konkwisty, ostatni władca Tzimtzincha Tangaxuan II uznał zwierzchnictwo Hiszpanii i przyjął chrześcijaństwo. Pomimo to, zarządca kolonii Nuño de Guzmán kazał poddać go torturom i powiesić. W późniejszym okresie do rozwoju miasta znacznie się przyczynił biskup Michoacán, Vasco de Quiroga.